# Ganjalnkhed, Gulbarga
Ganjalnkhed là một làng thuộc tehsil Gulbarga, huyện Gulbarga, bang Karnataka, Ấn Độ.